# José Casanova Godoy (paroisse civile)
Pour les articles homonymes, voir Godoy.
José Casanova Godoy ou José Casanova est l'une des huit paroisses civiles de la municipalité de Girardot, dans l'État d'Aragua au Venezuela. En 2007, la population estimée s'élève à 66 791 habitants. Sa capitale est Maracay, chef-lieu de la municipalité et capitale de l'État d'Aragua.

## Géographie

### Démographie
José Casanova Godoy constitue l'une des paroisses urbaines de la ville de Maracay, capitale de l'État, dont elle abrite les quartiers au sud du centre. Elle comporte notamment les quartiers suivants :
- 13 de Enero
- Campo Allegre
- El Centro
- La Libertad

## Sources
- (es) Cet article est partiellement ou en totalité issu de l’article de Wikipédia en espagnol intitulé « Parroquia José Casanova Godoy » (voir la liste des auteurs).